# بيت الولى (كحلان عفار)

تعديل مصدري - تعديل

بيت الولى هي إحدى قرى عزلة بنى عشب بمديرية كحلان عفار التابعة لمحافظة حجة، بلغ تعداد سكانها 487 نسمة حسب تعداد اليمن لعام 2004.